# دانيال كونسيساو سيلفا
دانيال كونسيساو سيلفا (10 أكتوبر 1970 في البرازيل – )؛ هو لاعب كرة قدم سابق كان يلعب كلاعب وسط.

## وصلات خارجية
- دانيال كونسيساو سيلفا على موقع رابطة كرة القدم اليابانية للمحترفين (اليابانية)
- دانيال كونسيساو سيلفا على موقع قاعدة بيانات كرة القدم.إي يو (الإنجليزية)
- دانيال كونسيساو سيلفا على موقع عالم كرة القدم.نت (الإنجليزية)